# Commonwealth Liberal Party
Die Commonwealth Liberal Party (CLP; auch bekannt als The Fusion)  war eine politische Partei in Australien, die 1909 aus einem Zusammenschluss der
Free Trade Party von George Reid mit der Protectionist Party von Alfred Deakin hervorging.
Zusammen wollte man gegenüber der starken Australian Labor Party konkurrenzfähig bleiben. In ihrer ersten Bundeswahl 1910 wurde die CLP jedoch von Labor deutlich besiegt. Im September 1911 schloss sich die CLP mit der ländlichen People’s Party zusammen, um die People’s Liberal Party (PLP) zu gründen.
Unter dem neuen Parteiführer Joseph Cook gelang es der neuen Partei Labor 1913 mit nur einem einzigen Sitz Vorsprung zu schlagen. Schon ein Jahr später musste Cook aufgrund einer politischen Pattsituation und mehreren verhinderten Reformen vorzeitige Neuwahlen ausrufen. Diese gingen für die PLP verloren. 1917 schloss sich die People’s Liberal Party mit der National Labor Party des kurz zuvor von der Australian Labor Party ausgeschlossenen Billy Hughes zur Nationalist Party of Australia zusammen.
Die Nationalist Party wiederum mutierte 1931 in die United Australia Party, die schließlich 1945 unter der Führung von Robert Menzies in die heutige Liberal Party of Australia transformiert wurde.

## Parteiführer
- Alfred Deakin 1909–1911
- Joseph Cook 1911–1916